# Gualeguay (1861)
El vapor Gualeguay fue un buque de vapor de la Armada Argentina cuya captura en la Invasión paraguaya de Corrientes, junto a la del 25 de Mayo, motivó la declaración de guerra por parte de la Argentina.

## Historia
Construido en 1861 en astilleros de Escocia por encargo de la Compañía Salteña para la Navegación del Río Teuco y según diseño de José Lavarello, fue transportado desarmado a los talleres de Tallaferro & Cadelago, en la Boca del Riachuelo, donde se armó y completó su casco y maquinaria, matriculándose con el nombre Río Bermejo.
Tenía 31 m de eslora, 4,34 de manga, 2,50 de puntal y un calado medio de 1.40 m. Desplazaba 80 Tn y se impulsaba con una máquina de vapor de 2 cilindros y una caldera, que impulsaba ruedas laterales a proa. Con una potencia de 40 HP era capaz de alcanzar una velocidad de 7 nudos. Llevaba también un trinquete y su casco de hierro dulce era de chapas de 3,5 mm.
Fracasada la empresa comercial de navegación del río Teuco, el socio Adolfo Thouvenin vendió su parte a Nicolás Fonda y el 1 de junio de 1861 hizo lo propio Pedro González Calderón.
El 9 de octubre de 1861 fue vendido por Fonda al estado en 22000 patacones y pasó a operar en el río Paraná al mando del teniente José Luis Manzano. En 1862 bajo el mando del teniente José María Zapiola pasó al Riachuelo en desarme y en junio, tras intentarse sin éxito su venta, fue entregado en arriendo a Adolfo del Campo.
El 20 de diciembre de 1864 se inició un sumario al comprobarse bajo el nombre Quinteros su presencia en Salto, armado con bandera del Uruguay y al mando del capitán Mariano Clavelli, por lo que se rescindió el arriendo y tras ser armado con 1 coliza giratoria de a 12, fue incorporado a la Armada con el nombre de Gualeguay al mando del sargento mayor Lino Adolfo Neves.
En 1865, dado su pésimo estado, pasó a la ciudad de Corrientes para proceder a su completa reparación. Como el río estaba crecido, fue atracado con planchada a tierra frente a la barranca y retirada la cubierta y sus armas, mientras su comandante y la mayor parte de la tripulación pasaba a tierra quedando de guardia el segundo al mando, subteniente Ceferino Ramírez, el condestable Santiago Ortiz, el baqueano José Bar y el grumete.
El 11 de mayo de 1865 el vapor 25 de Mayo al mando de Carlos Massini fondeó frente a la desembocadura del arroyo Araza, pero, estando en mejores condiciones, mantuvo su armamento (9 cañones) y tripulación (80 hombres), excepto el comandante Massini que se encontraba en tierra.
Alrededor de las 6 de la mañana del 13 de abril de 1865 cinco buques de guerra paraguayos al mando del comandante Pedro Ignacio Meza, los vapores Tacuarí (insignia, José María Martínez), Igurey (Remigio del Rosario Cabral), Paraguary (José Alonso), Marqués de Olinda (Ezequiel Robles) e Iporá (Domingo Antonio Ortiz), con 2500 hombres de desembarco, pasaron ante la ciudad río abajo. Pese a que desde el 25 de Mayo identificaron la orden de cambiar de rumbo y prepararse a combate (el libro de señales era idéntico) el capitán Domingo Olivieri, segundo de a bordo, ordenó previsoramente cargar cañones pero también saludar a la flota paraguaya, la cual si responder viró nuevamente hacia el norte iniciando el ataque a las naves argentinas.
Mientras la mayor parte de los agresores se concentraban en el 25 de Mayo, el Olinda se encargó de reducir y poner a flote al Gualeguay, para o cual despachó sus botes y consiguió capturarlo aunque con dificultad ante la resistencia de Ramírez y sus hombres, mientras el Igurey, con 300 hombres de tropa, consiguió abordar al 25 de Mayo. 
Los buques fueron remolcados hacia el Paraguay, tras algunos disparos sobre la población por parte del Paraguary. Este hecho da lugar a la declaración de guerra por parte de la Argentina.
Fue remolcado a Paso de la Patria y luego a Asunción, donde arribó el 21 de abril. En los Talleres del Arsenal de la capital paraguaya arreglaron las calderas, cambiaron la cubierta y montaron una coliza. El 10 de febrero de 1866 inició sus operaciones bajo bandera paraguaya ubicándose frente a Corrales para apoyar a las tropas expedicionarias. El 16 de febrero de 1866 recibió órdenes de transportar pertrechos a las fuerzas paraguayas que operaban sobre Itatí. A partir del 20 de febrero permaneció estacionario en Itapirú donde provocó repetidas veces a la escuadra brasilera y actuó como remolcador de los lanchones al mando del alférez José María Fariña. El 23 de abril, ante el avance aliado, fue hundido en el riacho de Tobati, cercano a Paso de Patria. Recuperado por la marina brasilera el almirante Tamandare devolvió el buque a la Argentina, haciéndose cargo del mando el teniente de navío Juan Ignacio Ballesteros para trasladarlo a la ciudad de Buenos Aires para su reparación, finalizada la cual se hizo cargo del mando Ceferino Ramírez. En octubre partió al frente con pertrechos para el Ejército en operaciones y entre noviembre y diciembre de ese año permaneció estacionario en Itapirú en apoyo de las operaciones terrestres.
Permaneció en el teatro de operaciones hasta abril de 1867, cuando regresó al Riachuelo. En julio se hizo cargo del mando el teniente Federico Spurr y en agosto el teniente Andrés Abelleyra, bajo cuyo mando transportó a Rosario (Argentina) tropas del Ejército. A partir de septiembre operó en el río Paraná y el Paraguay. En diciembre se hizo cargo del Gualeguay el capitán Leopoldo Casavega, bajo cuyo mando operó hasta noviembre de 1868 en el alto Paraná, encontrándose en las acciones de Isla Cerrito, Curupaytí e Itapirú. Ese mes regresó a Goya, donde reasumió el mando Juan Ballesteros. 
Entre enero y febrero de 1869 permaneció en reparaciones en el Riachuelo, tras lo que en el mes de mayo regresó al frente remolcando una goleta que transportaba una locomotora y varios vagones de ferrocarril. Tras remolcar en julio un buque con heridos de guerra, permaneció estacionado en Asunción del Paraguay hasta octubre, cuando pasó a reparaciones en el Río Luján.
En febrero de 1870 transportó a Rosario tropas de caballería al mando del coronel Obligado y siguió a Asunción, permaneciendo estacionario hasta el fin de la guerra.
En diciembre de 1871 regresó para reparaciones en el Río Lujan que finalizaron en octubre de 1872. Al estallar la epidemia de fiebre amarilla el buque fue utilizado como lazareto hasta marzo. Producida la rebelión Jordanista partió a Ibicuy al mando del capitán Lázaro Iturrieta.
Portando tres cañones de 16 pulgadas, operó en el Río Uruguay contra las baterías revolucionarias y en misiones de vigilancia hasta abril de 1874 cuando pasó nuevamente a reparaciones y desarme en el Río Lujan a cargo del subteniente Manuel Buti y con tripulación reducida.
En 1875 fue destinado al mando del teniente Buti a depósito carbonero en el Río Luján. En 1876 fue utilizado brevemente como pontón de cuarentena frente a la isla Martín García y de regreso en Luján a sus anteriores funciones, ante el pésimo estado de conservación fue vendido en 1878 y desguazado por sus nuevos propietarios.